# 방 안의 코끼리 (영화)
"방 안의 코끼리"는 2016년에 개봉한 대한민국의 영화이다.

## 캐스팅
치킨게임
- 곽시양 : 수입차 딜러 이재원 역
- 신동미 : 배우 조수민 역
- 김준배 : 정체불명 괴한 김태권 역

세컨 어카운트
- 미람 : 인경 역
- 서준영 : ID 삼겹살 역
- 박수진 : 바리스타 역
- 조우진 : 도기도기 역
- 권혁범 : 슛돌이 역

자각몽
- 권율 : 지섭 역
- 노수산나 : 희진 역
- 김재영 : 준원 역
- 서동수 : 서 박사 역
- 주석태 : 정일 역
- 조완기 : 경철 역
- 김형근 : 형근 역
- 박병은 : 검사 역 (특별출연)